# الهزانية (السوادية)

تعديل مصدري - تعديل

الهزانية هي إحدى قرى عزلة ال منصور بني وهب بمديرية السوادية التابعة لمحافظة البيضاء، بلغ تعداد سكانها 138 نسمة حسب تعداد اليمن لعام 2004.